# Paralympiska sommarspelen 1984
Paralympiska sommarspelen 1984 var den sjätte upplagan av de paralympiska sommarspelen. De hölls på två olika ställen, Stoke Mandeville, England, Storbritannien (rullstolsburna med ryggmärksskada) och Mitchel Athletic Complex och Hofstra University i Long Island, New York, USA (rullstol och gående med CP-skada, amputerade, och les autres-förhållanden, liksom blinda och synskadade). I Stoke Mandeville hölls från 1948 Stoke Mandeville Games, som brukar räknas som föregångaren till Paralympiska spelen.
För sista gången hölls paralympiska sommarspelen inte på samma ort som olympiska sommarspelen.

## Sporter
De tävlande delades in i fem olika kategorier efter handikapp/funktionshinder: amputerade, CP-skadade, synskadade och rullstol les autres (aktiva med fysiska förhinder som inte tillåtits delta i tidigare spel). Rullstolskategorin var för de som satt i rullstol på grund av ryggmärgsskada. Det fanns dock deltagare som var amputerade eller CP-skadade som också tävlade i rullstolar. I friidrotten hölls ett rullstolsmaraton för första gången. Försöken för rullstolstävlingarna hölls i samband med New York Games. Det tävlades i 17 sporter, och olika indelningsklasser.
- Bågskytte - CP-skadade, rullstol, och les autres
- Friidrott - Alla
- Boccia - CP-skadade
- Cycling - CP-skadade
- Equestrian - CP-skadade
- Sjumannafotboll - CP-skadade
- Goalball - Synskadade
- Bowls - Amputerade och rullstol
- Lyftning - Amputerade, CP-skadade, rullstol, och les autres
  - Styrkelyft
  - Tyngdlyftning
- Skytte - Amputerade, CP-skadade, rullstol, och les autres
- Snooker - Rullstol
- Simning - Alla
- Bordtennis - Amputerade, CP-skadade, rullstol, och les autres
- Volleyboll - Amputerade och les autres
- Rullstolsbasket - Rullstol och les autres
- Rullstolsfäktning - Rullstol
- Brottning - Synskadade

## Medaljställning
| Pl. | Nation              | Guld | Silver | Brons | Totalt |
| --- | ------------------- | ---- | ------ | ----- | ------ |
| 1   | USA                 | 136  | 131    | 129   | 396    |
| 2   | Storbritannien      | 107  | 112    | 112   | 331    |
| 3   | Kanada              | 87   | 82     | 69    | 238    |
| 4   | Sverige             | 80   | 43     | 34    | 157    |
| 5   | Västtyskland        | 79   | 76     | 74    | 229    |
| 6   | Frankrike           | 71   | 69     | 45    | 185    |
| 7   | Nederländerna       | 55   | 51     | 28    | 134    |
| 8   | Australien          | 49   | 54     | 51    | 154    |
| 9   | Polen               | 46   | 39     | 21    | 106    |
| 10  | Danmark             | 30   | 13     | 16    | 59     |
| 11  | Norge               | 29   | 31     | 30    | 90     |
| 12  | Belgien             | 22   | 21     | 14    | 57     |
| 13  | Spanien             | 22   | 10     | 12    | 44     |
| 14  | Irland              | 20   | 15     | 30    | 65     |
| 15  | Finland             | 19   | 13     | 26    | 58     |
| 16  | Schweiz             | 18   | 13     | 12    | 43     |
| 17  | Österrike           | 14   | 20     | 10    | 44     |
| 18  | Ungern              | 12   | 12     | 4     | 28     |
| 19  | Israel              | 11   | 21     | 12    | 44     |
| 20  | Jugoslavien         | 11   | 9      | 11    | 31     |
| 21  | Italien             | 9    | 19     | 14    | 42     |
| 22  | Japan               | 9    | 7      | 8     | 24     |
| 23  | Nya Zeeland         | 8    | 10     | 7     | 25     |
| 24  | Brasilien           | 7    | 17     | 4     | 28     |
| 25  | Mexiko              | 6    | 14     | 17    | 37     |
| 26  | Portugal            | 4    | 3      | 7     | 14     |
| 27  | Hongkong            | 3    | 5      | 9     | 17     |
| 28  | Kina                | 2    | 12     | 8     | 22     |
| 29  | Trinidad och Tobago | 2    | 0      | 1     | 3      |
| 30  | Luxemburg           | 1    | 4      | 1     | 6      |
| 31  | Kuwait              | 1    | 3      | 4     | 8      |
| 32  | Burma               | 1    | 2      | 1     | 4      |
| 33  | Egypten             | 1    | 1      | 5     | 7      |
| 34  | Kenya               | 1    | 1      | 1     | 3      |
| 35  | Östtyskland         | 0    | 3      | 1     | 4      |
| 36  | Island              | 0    | 2      | 8     | 10     |
| 37  | Indien              | 0    | 2      | 2     | 4      |
| 37  | Sydkorea            | 0    | 2      | 2     | 4      |
| 39  | Jordanien           | 0    | 1      | 2     | 3      |
| 39  | Zimbabwe            | 0    | 1      | 2     | 3      |
| 41  | Bahamas             | 0    | 1      | 1     | 2      |
| 41  | Indonesien          | 0    | 1      | 1     | 2      |
| 43  | Bahrain             | 0    | 0      | 2     | 2      |

## Deltagande delegationer
44 delegationer deltog vid 1984 års spel.
| - Argentina - Australien - Österrike - Bahamas - Bahrain - Belgien - Brasilien - Burma - Kanada - Kina - Danmark - Östtyskland - Ecuador - Egypten - Färöarna - Finland - Frankrike - Storbritannien | - Grekland - Guatemala - Hongkong - Ungern - Island - Indien - Indonesien - Irland - Israel - Italien - Jamaica - Japan - Jordanien - Kenya - Kuwait - Liechtenstein - Luxemburg - Malta | - Mexiko - Nederländerna - Nya Zeeland - Norge - Papua Nya Guinea - Polen - Portugal - Sydkorea - Spanien - Sverige - Schweiz - Thailand - Trinidad och Tobago - USA - Venezuela - Västtyskland - Jugoslavien - Zimbabwe |